# Tony Madigan
Tony Madigan (Sydney, 1930. február 4. – Franciaország, 2017. október 29.) olimpiai bronzérmes ausztrál ökölvívó és rögbijátékos. Három olimpián vett részt. Az 1952-es helsinki és az 1956-os melbourne-i olimpián ötödik lett. Az 1960-as római olimpián félnehézsúlyban bronzérmet szerzett. Az elődöntőben a még Cassius Clay néven versenyző Muhammad Ali győzte le 5–0-ra. 2010-ben az Ökölvívó-hírességek Csarnokába választották hazájában.

## Élete
Madigan apja Kendall Morgan Madigan (1908–1938) orvos és anya Elsie Maud Loydstrom (1911–1983) fogorvos volt. Egy testvére volt, Mark. Apja 1938-ban halt meg rákbetegség következtében. Madigan Bathurstben és Maitlandban nőtt fel, mielőtt anyja Sydneybe költözött, hogy fogorvosként dolgozzon.
A Waverley Egyetemre járt, itt vett először ökölvívó edzéseket, többek közt az az ausztrál bajnok Hughie Dwyertől. Az 1950-es években az Egyesült Államokban edzett Cus D'Amato irányításával. Miután hazatért Ausztráliába, eladta Holden EH típusú autóját a rögbijátékos Rex Mossopnak.
1955. január 17-én Madigan súlyos sérüléseket szenvedett egy autóbalesetben Bajorországban, Nyugat-Németországban. Helen Stokes-Smith, az autó 23 éves utasa meghalt amikor a jeges úton Madigan elveszítette az irányítást autója felett, miközben megpróbált elkerülni egy parkoló járművet.
Madigan 1960 novemberében házasságot kötött egy német pszichoterapeutával, Sybillel. Fiuk, Kendall Morgan Madigan 1961 augusztusában született.
Az 1960-as évek közepén Madigan ingatlanbefektetőként dolgozott, Londonban pedig sikeres modellkarrierbe kezdett. Ezt követően New Yorkba költözött és modellügynökséget alapított a híres fotóssal, Howard Zieffel.

## Rögbijátékosként
Madigan a Randwick Rugby Clubban (14 első osztályú meccs, 1950) és a Eastern Suburbs RUFC klubban (1951, 1957 és 1963) játszott profi rögbijátékosként. Ausztrálián kívül Londonban (Harlequins Rugby) és New Yorkban (Westchester Rugby Club) játszott 1953-ban. 1960-ban az Egyesült Államok Keleti Rögbi Uniójának válogatottjaként játszott Quebec tartomány válogatottja ellen Montréalban.

## Sikerei, díjai
- Olimpiai játékok
  - bronzérmes: 1960, Róma